# Keine Angst vorm Atom!
Keine Angst vorm Atom! ist ein zweiminütiger, satirischer Zeichentrickfilm von Jon Frickey und Till Penzek. Der Film ist im Stil von Lehrfilmen und Fernseh-Werbespots aus der Mitte des 20. Jahrhunderts gehalten. Er versucht, unlautere Argumente für die zivile Nutzung der Kernenergie durch eine absurd verharmlosende Darstellung zu entlarven.
„Keine Angst vorm Atom“ wurde am 17. März 2007 in der Satiresendung Extra 3 gezeigt und in den nachfolgenden Jahren auf Festivals wie den Rüsselsheimer Filmtagen aufgeführt. 2008 erschien ein Sequel mit dem Titel „Keine Angst vorm Endlager“.

## Handlung
Die Figur Dr. Schmidt und das Maskottchen Atomi diskutieren die Risiken und Vorzüge der „Atomkraft“. Dr. Schmidt stellt kritische Fragen, woraufhin Atomi in unbeschwertem Ton für die Nutzung der Atomenergie plädiert. Zunächst beklagt Dr. Schmidt, der Rauch aus Kohlekraftwerken und der Lärm von Windenergieanlagen habe ihm einen schlechten Tag bereitet. Atomi schlägt Atomkraft als „total saubere“ Alternative vor. Atomkraft funktioniere ganz einfach und sei auch erneuerbar, schließlich müssten Atomkraftwerke alle 15 bis 20 Jahre erneuert werden. Auch auf die Frage, wie mit dem Atommüll umgegangen werden solle, weiß Atomi eine „ganz einfache“ Antwort: Es gebe demnächst ein neues System von Castor-Transporten, die für immer im Kreis durch Europa fahren und so das Problem der Endlagerung vermeiden. Von der Frage nach dem Risiko eines Supergaus lenkt Atomi erfolgreich mit einem kleinen Zirkuskunststück ab.
Schließlich erklärt Atomi die (angeblichen) Vorzüge von „radioaktiver Strahlung“ am Beispiel eines kranken Kindes, das durch Strahlungsfolgen seine Haare verloren hat: Sie erspare Friseurbesuche und Geld. Außerdem könne auch der Konsum von Süßigkeiten gesundheitsschädlich sein und Karies verursachen. Nun sind alle Bedenken von Dr. Schmidt zerstreut. Der Film endet damit, dass Dr. Schmidt, Atomi und das haarlose Kind gemeinsam und in fröhlicher Stimmung Süßigkeiten essen.

## Rezeption
Die FAZ schrieb, „Keine Angst vorm Atom“ stelle die Argumente der Kraftwerkslobby mit infantilen und makabren Wendungen auf den Kopf.
Im Programm des Kurzfilmfestivals Drehmomente #9 in München (2012) wurde „Keine Angst vorm Atom“ mit „biederen Lehrfilmen“ aus den 1930er–50er Jahren verglichen, in denen „groteske Lobbymaskottchen grenzdebile Idiotenpädgogik vorbringen“. Der Film treibe „die Verblödungsmechanismen industrieabhängiger ‚Aufklärungsarbeit‘ mit morbidem Charme auf die Spitze“.